# Celonites hamanni
Celonites hamanni är en stekelart som beskrevs av Gusenleitner 1973. Celonites hamanni ingår i släktet Celonites och familjen Masaridae. Inga underarter finns listade.